# Minna Blüml
Wilhelmine „Minna“ Blüml (* 17. Mai 1920 in Schliersee; † nach 1964) war eine deutsche Rennrodlerin.
Minna Blüml vom RSC Schliersee gewann 1953 ihren ersten bundesdeutschen Meistertitel. 1954, 1960 und 1964 konnte sie weitere Titel gewinnen. Mit ihrem letzten Titel qualifizierte sie sich zugleich für die Olympischen Winterspiele 1964 in Innsbruck. Im ersten Lauf wurde sie 16., konnte sich aber in den folgenden Läufen stetig verbessern (8., 4., 6.) und am Ende Zehnte werden. Mit 43 Jahren war sie zu dieser Zeit eine der ältesten Teilnehmerinnen an den Spielen.